# Operation Amba

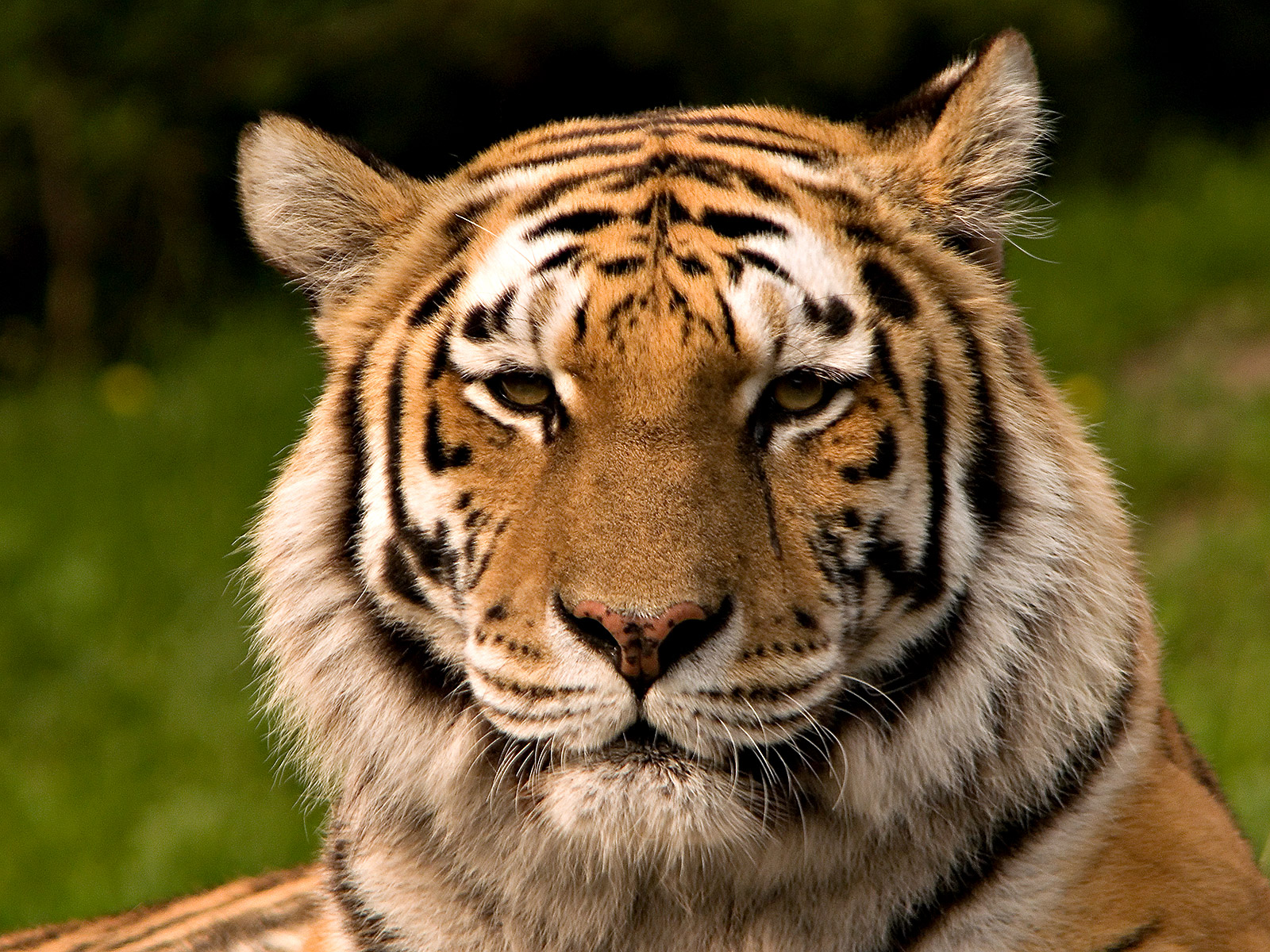
Sibirischer Tiger

Operation Amba ist der Codename eines russischen Programms zum Schutz des Sibirischen Tigers (Panthera tigris altaica) vor Wilderei. Das Schutzprogramm wurde 1993 unter Führung des Global Survival Network gegründet.

## Allgemein
Operation Amba war angelegt als strategische Verteidigung des Tigers im Fernen Osten Russlands und konzentrierte sich auf die Ermittlung und Neutralisierung von Wilderern und Schmugglern.
Kleine Gruppen von mobilen Einheiten lebten in der Taiga und schufen ein Netzwerk zur lokalen Bevölkerung. Diese unterstützte die Naturschützer und lieferte wichtige Informationen. Die Unterstützung durch die lokale Bevölkerung und die staatlichen Strafverfolgungsbehörden war ein zentrales Element des Programms. Der Name Operation Amba wurde der Sprache der Udehe entlehnt. Die sibirischen Ureinwohner bezeichnen mit dem Wort Amba mythologisch, animistisch die dunkle Seite des Tigers. Ihren Ursprung hat dieser Glaube jedoch in der indischen Mythologie-
Die Operation Amba war sehr erfolgreich. Es wurden junge Tiger gerettet, Beute und Waffen von Wilderern beschlagnahmt. Mit Razzien wurden illegale Operationen gestört und kriminelle Ringe von Wilderern zerschlagen.
Der Operation Amba ist es zu verdanken, dass der Sibirische Tiger Mitte der 1990er Jahre nicht vollkommen ausgerottet wurde. Sie half den Bestand nach Jahren schwerer Wilderei wieder zu stabilisieren. Vor der Operation Amba wurden von Wilderern jedes Jahr schätzungsweise 60 bis 70 Tiger getötet. Sie verkauften Teile des Körpers (Fell, Knochen, Zähne) an Schwarzmarkthändler. Bis 1995 war der Bestand der Tiger dramatisch geschrumpft. Es lebten nur noch 250 bis 300 Tiere. Bis 2001 erlegten die Wilderer nur noch 8 bis 10 Tiger pro Jahr. Der Bestand erholte sich auf ca. 400 bis 450 Tiger. Nach einer Zählung des World Wide Fund for Nature (WWF) liegt die aktuelle Anzahl zwischen 480 und 520 Tieren. Darin nicht eingerechnet ist die Population einer kleineren Unterart in China.